# Дјечак са Сутле
„Дјечак са Сутле” је југословенски ТВ филм из 1987. године. Режирао га је Јошко Марушић а сценарио су написали Јошко Марушић и Миливој Матошец.

## Улоге
| Глумац              | Улога  |
| ------------------- | ------ |
| Изет Хајдархоџић    | Мартин |
| Лукреција Брешковић |        |
| Игор Хајдархоџић    |        |
| Енес Кишевић        |        |
| Ђуро Утјешановић    |        |